# فیرگن
فیرگن (به آلمانی: Virgen) یک منطقهٔ مسکونی در اتریش است که در لاینس واقع شده‌است. فیرگن ۸۸٫۸ کیلومتر مربع مساحت دارد ۱٬۱۹۴ متر بالاتر از سطح دریا واقع شده‌است.